# Janina Klatt
Janina Klatt (ur. 4 maja 1900 w Pobiedziskach, zm. 29 marca 1943 w KL Auschwitz) – polska nauczycielka i pedagog, działaczka konspiracyjna Polskiego Państwa Podziemnego na Górnym Śląsku.

## Życiorys
Jej rodzicami byli organista Piotr i Kazimiera Klatt (z Piszczygłowów). Rodzina przeniosła się do Dobrego Miasta, gdzie Janina ukończyła szkołę powszechną oraz szkołę średnią. W 1920 zdała maturę w Gimnazjum im. Dąbrówki w Poznaniu. Zaczęła studia na Wydziale Matematyczno – Przyrodniczym Uniwersytetu Poznańskiego. W 1926 uzyskała dyplom nauczyciela szkół średnich w zakresie chemii i fizyki.
W 1928 rozpoczęła pracę w Miejskim Gimnazjum Żeńskim w Katowicach (dziś budynek VIII Liceum Ogólnokształcącego w Katowicach), gdzie uczyła fizyki i chemii. W roku szkolnym 1936/1937, dzięki jej zaangażowaniu powstały dwie pracownie chemiczne. To umożliwiło przeprowadzenie zajęć obrony przeciwgazowej i przeciwlotniczej.  Działała w Lidze Obrony Powietrznej i Przeciwgazowej, Związku Obrony Kresów Zachodnich, Towarzystwie Polek, Przysposobieniu Wojskowym Kobiet oraz Związku Strzeleckim. Od 1929 do wybuchu II wojny światowej zaczęła prowadzić koło szkolne LOPP.

### Działalność podczas II wojny światowej
W okresie okupacji jako Polka została zwolniona z pracy w gimnazjum. Pracowała jako pomoc laboratoryjna w aptece na rynku w Katowicach. W październiku 1939 włączyła się w akcję tajnego nauczania na Śląsku. Nawiązała kontakt z dr Alojzym Targiem, działającym w Warszawie w Śląskim Biurze Szkolnym, będącym oddziałem Delegatury Rządu na Kraj, organizując jego komórkę w Katowicach. Działała również w Tajnej Organizacji Nauczycielskiej.
Dowiadując się o tragicznym losie więźniów w obozach koncentracyjnych, Janina Klatt zorganizowała liczne akcje pomocy. Zaangażowała się w pracę Wojskowej Służby Kobiet, której komendantką była harcmistrzyni Ada Korczyńska. Razem z harcerkami XVI drużyny im. Marii Skłodowskiej – Curie (z Miejskiego Gimnazjum Żeńskiego) cotygodniowo organizowała transport żywności, leków oraz ciepłej bielizny na tereny pracy pozaobozowej dla więźniów KL Auschwitz.
Udostępniała swoje mieszkanie żołnierzom podziemia. Wydana przez sąsiadów, 23 listopada 1942 została aresztowana i osadzona w więzieniu przy ul. Mikołowskiej w Katowicach. Tam była brutalnie przesłuchiwana. Po trzech miesiącach została przeniesiona do obozu koncentracyjnego Auschwitz-Birkenau, gdzie została rozstrzelana 29 marca 1943.

## Upamiętnienie
29 marca 2007, w 64. rocznicę jej śmierci odbyło się wmurowanie tablicy pamiątkowej w jednej z sal w gmachu VIII Liceum Ogólnokształcącego w Katowicach.
W 115. rocznicę jej urodzin Rada Miasta Katowice nadała jej imię skwerowi przy ul. gen. Józefa Hallera w Katowicach na dzielnicy Burowiec.